# The King of Kong
Pour plus de détails, voir Fiche technique et Distribution.
The King of Kong (The King of Kong: A Fistful of Quarters) est un film américain réalisé par Seth Gordon, sorti en 2007.

## Synopsis
Ce film retrace l'histoire de deux joueurs de jeu vidéo, Billy Mitchell et Steve Wiebe, pour devenir champion du monde sur le jeu Donkey Kong.

## Fiche technique
- Titre : The King of Kong
- Titre original : The King of Kong: A Fistful of Quarters
- Réalisation : Seth Gordon
- Production : Beau Bauman, Joshuah Bearman, Ed Cunningham et Ross Tuttle
- Musique : Craig Richey
- Photographie : Seth Gordon
- Montage : Seth Gordon
- Pays d'origine : États-Unis
- Format : Couleurs - 1,85:1 - Dolby
- Genre : Documentaire
- Durée : 79 minutes
- Date de sortie : 2007

## Distribution
- Steve Wiebe : lui-même (images d'archives)
- Billy Mitchell : lui-même (images d'archives)
- Walter Day : lui-même (images d'archives)

## Autour du film
Karim Debbache présente le film dans sa rubrique CROSSED sur jeuxvideo.com.